# Solarized
Solarized é o 4° álbum solo do artista britânico Ian Brown, lançado no dia 13 de setembro de 2004.

## Faixas
1. "Longsight M13" – 3:12
2. "Time Is My Everything" – 3:52
3. "Destiny Or Circumstance" – 2:35
4. "Upside Down" – 3:12
5. "Solarized" – 3:47
6. "The Sweet Fantastic" – 3:52
7. "Keep What Ya Got" – 4:28
8. "Home Is Where The Heart Is" – 3:06
9. "One Way Ticket To Paradise" – 4:15
10. "Kiss Ya Lips [No I.D.]" – 3:56
11. "Happy Ever After" – 2:46
12. "Lovebug"